# 江田浩司
江田 浩司（えだ こうじ、1959年7月2日 - ）は、日本の歌人、批評家。妻は英文学者で歌人の大田美和。

## 人物、経歴
岡山県出身。高校浪人を経験した後、岡山県立烏城高等学校定時制に通いながら新聞配達のアルバイトで得た収入で買った本を濫読する。同校を二年で中途退学し、大学入学資格検定試験を受け、その後東洋大学文学部国文学科に進み、中世近世文学研究会に所属する。
　研究会で教えを受けた俳文学研究者で俳人の村松友次（俳号・紅花）に師事し、俳句結社「雪」に所属する。大学院文学研究科国文学専攻科博士前期課程に進み、郁文館学園（現、郁文館夢学園）の講師として中高生に国語を教える。
　俵万智の角川短歌賞受賞が契機となり、現代短歌に興味を持つようになる。『現代歌人文庫　岡井隆集』を偶然に手にしたことで、岡井の短歌に衝撃を受け、俳句から短歌に創作の主軸を移して現在に到る。
　1996年、第一歌集『メランコリック・エンブリオ――憂鬱なる胎児』が、現代歌人協会賞候補、2018年、評論集『岡井隆考』が鮎川信夫賞候補、2023年、評論集『前衛短歌論新攷　言葉のリアリティーを求めて』が、前川佐美雄賞候補、小野十三郎賞詩評論部門候補になる。
　2023年9月より短歌結社「未来」選者に就任。現代歌人協会会員。文藝別人誌「扉のない鍵」元編集人。芭蕉会議世話人。同人誌「Es」同人（平成13年～平成27年）。
　和光大学表現学部非常勤講師(令和7年～)。淑徳大学短歌入門講座講師（平成24年～平成25年）。長野県高等学校文化連盟短歌部門審査委員（平成26年～）。仙川カルチャーセンター短歌講座講師（令和5年～）京都造形芸術大学通信教育部非常勤講師。過去には、(仮称)「漱石山房」記念館（現在、新宿区立漱石山房記念館）整備検討会委員(平成24年8月～平成25年3月)。

## 著書

### 単著
- 歌集『メランコリック・エンブリオ―憂鬱なる胎児』北冬舎、1996年　第41回 現代歌人協会賞候補
- 長編詩歌作品集『饒舌な死体』北冬舎、1998年
- 現代短歌物語『新しい天使―アンゲルス・ノーヴス』北冬舎、2000年
- 詩歌集『ピュシスピュシス』北冬舎、2006年
- 『60歳からの楽しい短歌入門』実業之日本社、2007年
- 『私は言葉だつた　初期山中智恵子論』北冬舎、2009年
- 歌集『まくらことばうた』北冬舎、2012年
- 『今日から始める楽しい短歌入門』実業之日本社、2013年
- 批評集『緑の闇に拓く言葉（パロール）』万来舎、2013年
- 歌集『逝きし者のやうに』北冬舎、2014年
- 詩歌集『想像は私のフィギュールに意匠の傷をつける』思潮社オンデマンド、2016年　ISBN 978-4783735298
- 評論集『岡井隆考』北冬舎、2017年　ISBN 978-4-903792-62-0　第9回 鮎川信夫賞候補
- 歌集『孤影』ながらみ書房、2018年　ISBN 978-4-86629-109-3
- 歌集『重吉』現代短歌社、2019年　ISBN 978-4-86534-258-1
- 詩歌集『律――その径に』2021年　ISBN 978-4783737476
- 歌集『メランコリック・エンブリオ―憂鬱なる胎児』（文庫版）現代短歌社、2022年　ISBN 978-4-86534-393-9
- 評論集『前衛短歌論新攷　言葉のリアリティーを求めて』現代短歌社、2022年　　ISBN 978-4-86534-399-1　　　　　　　　　　　　　第21回 前川佐美雄賞候補・第25回 小野十三郎賞詩評論部門候補
- エッセイ集『短歌にとって友情とは何か』現代短歌社、2024年　ISBN 978-4-86534-437-0
- 歌集『艸影集』　現代短歌社、2025年　　ISBN 978-4-86534-503-2

### 編著
- 『北冬　特大奮努号　特集◇江田浩司責任編集［山中智恵子］の居る所。』北冬舎、2010年